# American Pit Bull Terrier
Pour les articles homonymes, voir Pitbull.
L'American Pit Bull Terrier, plus communément appelé « Pitbull », est une race de chien type terrier. En France, l'American Pit Bull Terrier n'est pas reconnu en tant que race, mais comme un type de chien. Tout croisement se rapprochant morphologiquement de celui-ci est considéré comme pitbull, y compris les chiens de race American Staffordshire Terrier sans pedigree ou croisés.
L'American Staffordshire Terrier et l'American Pitt Bull Terrier ont les mêmes origines. Après la publication du standard de l'American Pit Bull Terrier en 1898 par le registre américain UKC, la race devint populaire aux États-Unis. En 1936, cinquante American Pit Bull Terrier furent enregistrés à l'AKC, un registre concurrent de l'UKC. En 1969, l'AKC modifia le standard et le nom pour s'adapter aux conséquences d'une sélection de sujets de beauté qui devinrent plus grands et moins sportifs, l'American Pit Bull Terrier devint l'American Staffordshire Terrier au sein de l'AKC et dans les fédérations avec qui ce registre possède des accords, comme la FCI.
Les premiers croisements de terriers et de bulldogs remontent à la fin du XIXe siècle, afin produire des chiens forts, rapides et agiles pour tuer les prédateurs sauvages qui menaçaient les activités agricoles. Ils ont ensuite été sélectionnés pour des combats de chien[réf. souhaitée].
De nos jours, la race est devenue un chien de compagnie sportif, mais ces chiens sont également jugés dangereux à cause de leurs supposés instincts de chien de combat, et leur possession/élevage sont limités ou interdits dans de nombreux pays.

## Nom
Étymologiquement, le diminutif Pit Bull est formé de deux mots anglais Pit (fosse ou arène) et Bull (taureau).

## Historique
Le Pitbull apparait vers la fin du XVIIIe ou le début du XIXe siècle[source insuffisante]. Pendant le XIXe siècle, en Angleterre, en Irlande et en Écosse, les éleveurs ont commencé à expérimenter des croisements entre des bulldogs et des terriers, à la recherche d'un chien qui combinerait l'esprit de jeux (Gameness) du terrier avec la force et l'athlétisme du Bulldog anglais. En effet, historiquement ce chien a été créé pour combattre d'autres chiens dans des arènes ou des fosses. Ces combats à mort étaient très populaires à l'époque, ils étaient des hauts lieux de New York. 
Fin du XIXe – début du XXe siècle, deux clubs ont été formés dans le but spécifique d'inscrire et de reconnaître les différentes races de chien : le United Kennel Club et l'American Dog Breeders Association (en).
Le United Kennel Club a été fondé en 1898, et a été le premier registre à reconnaître la race de l'American Pit Bull Terrier. L'UKC, à l'époque où les combats étaient encore largement acceptés en tant que sport, s'occupait de l'enregistrement des chiens et de l'édition de règlements pour les combats. Le but de l'UKC était d'enregistrer les chiens de compétition. Le propriétaire inscrit se voyait attribuer le premier numéro propre d'identification et d'authentification de son chien de race[réf. souhaitée].
En 1835, le parlement du Royaume-Uni promulgue le Cruelty to Animals Act. Il s'agit de dispositions visant à interdire les combats de chiens contre des taureaux. 
Néanmoins, de nouveaux jeux ont été développés. Notamment, le Rat-baiting (en), qui consiste à placer le chien dans une arène avec un nombre important de rats. Les paris étaient faits sur le nombre de rats tués en un minimum de temps, et le temps que mettrait le Pit Bull Terrier à tuer chaque rat.
Plus tard, alors que les combats furent déclarés illégaux, l'UKC devint un registre pour toutes les races, axé sur le travail et la performance. 
L'UKC est maintenant le deuxième plus grand registre aux États-Unis, muni d'un règlement strict qui bannit toute personne rendue coupable de participer à des combats de chiens.
Vers le milieu du XXe siècle, ce chien fut plus couramment domestiqués . 
En Amérique, certains agriculteurs et éleveurs utilisaient leur Pit Bull Terrier afin d'assurer la protection de leurs bovins et de leurs porcs, de chiens semi-sauvages et de puma. Il fut également utilisé afin de chasser, d'encadrer et de conduire le bétail.
Enfin, ce chien a été utilisé pendant la Première Guerre mondiale et la Seconde Guerre mondiale comme un moyen de délivrer des messages sur le champ de bataille.

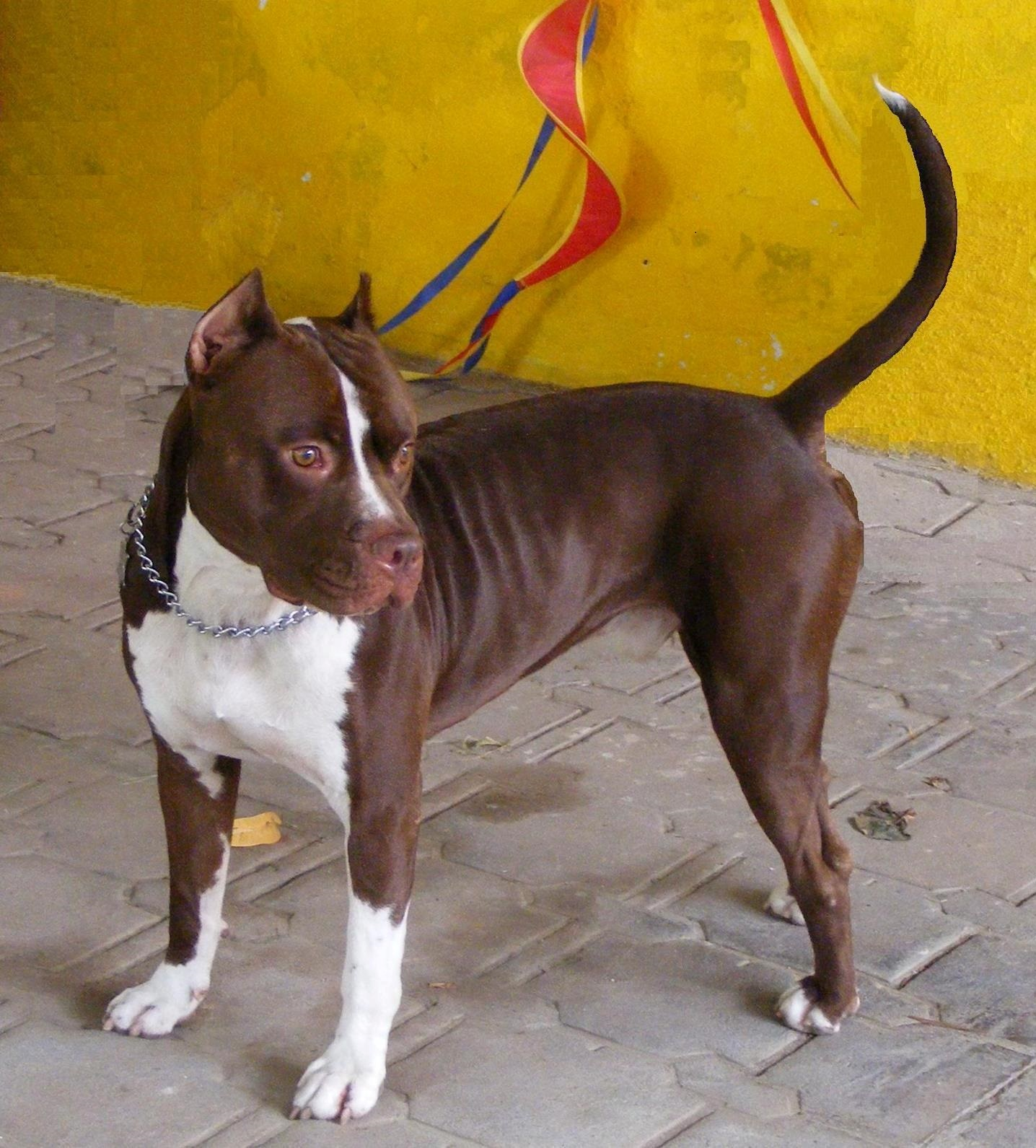
American Pit Bull Terrier.

## Législation
De nombreux pays ont adopté des lois visant à limiter ou interdire la possession d'American Pit Bull Terrier, race parfois jugée dangereuse.

### Allemagne
En Allemagne, l'importation de Pitbull est illégale depuis la loi du 21 avril 2004. Les restrictions quant à sa possession varient selon les Länder.

### Australie
L'importation d'American Pit Bull Terrier est illégale en Australie.

### Canada
Le 29 août 2005, le gouvernement ontarien étend à l'ensemble de la province des modifications à la Loi sur la responsabilité des propriétaires de chiens et interdit « de posséder, de céder, d'importer ou d'abandonner un Pitbull en Ontario » ainsi que de « s'adonner à l'élevage de ces chiens et de les faire se battre. »
Dans le reste du pays, ce sont généralement les municipalités qui font législation sur la possession des races de chien dites dangereuses.

### Danemark
Le Danemark, dans une loi promulguée le 21 juillet 2010, a interdit l'élevage, la reproduction, la vente et l'importation de Pitbull. Autrement dit, ce texte vise une prohibition progressive mais totale de ce canidé. Un justiciable qui détenait cette race de chien sur le territoire national, avant la promulgation de cette loi, doit obligatoirement avoir son chien muselé et attaché (laisse ou harnais pour chien) en public.

### États-Unis
Le gouvernement fédéral américain n'a pas adopté de législation spécifique à l'American Pit Bull Terrier, mais le Corps des Marines a banni les « races de gros chien avec une prédisposition à un comportement agressif ou dangereux ». Cette classification comprend la race des American Pit Bull Terrier. Ils sont donc interdits sur les bases de la Marine et de l'Air Force et les logements privatisés desdites bases. 
D'autre part, des gouvernements d'États et plusieurs centaines de gouvernements municipaux aux États-Unis ont promulgué une législation spécifique interdisant ou restreignant la possession de ce type de chien.

### France
En France, l'American Pit Bull Terrier n'est pas reconnu comme une race et n'est pas inscrit à la Société Canine, contrairement à l'American Staffordshire Terrier. Tous les chiens de type pit-bulls (autrement dit, tous les chiens typés pit-bull sans papiers) sont classés en catégorie 1 selon la loi du 6 janvier 1999, codifiée aux articles L211-12 à L211-16 du Code rural et de la pêche maritime, qui concerne les chiens dangereux définis à l'arrêté interministériel du 27 avril 1999; ces chiens font l'objet de mesures spécifiques qui en interdisent l'acquisition et la cession (même à titre gratuit) ainsi que leur importation. Leur stérilisation est obligatoire depuis cette même date et les propriétaires contrevenants s'exposent à une peine de six mois d'emprisonnement et 15 000 euros d'amende.
La loi datant de 1999 et l'espérance de vie étant de 11 ans (8 à 15 ans), il ne reste aucun American Pit Bull Terrier légalement en France. Les seuls animaux apparentés légalement présents en France sont les American Staff inscrits au livre des origines française (LOF) avec souscription d'une assurance responsabilité civile, d'une part, et les American Bully s'ils sont reconnus comme « non catégorisés » c'est-à-dire bâtards par un vétérinaire établi en France, d'autre part. Néanmoins il est très rare de trouver ces animaux en activité professionnelle, les professionnels du gardiennage et la police nationale privilégiant la race Berger allemand et les militaires privilégiant la race Berger malinois.
Durcissement des sanctions
La loi relative aux chiens errants et dangereux datant du 6 janvier 1999 prévoyait une sanction pouvant aller jusqu'à 3 500 euros d'amende et trois mois d'emprisonnement en cas de détention non autorisée de chiens de première ou de deuxième catégorie. La nouvelle loi sur la prévention de la délinquance a porté cette sanction à 7 500 euros d'amende et six mois d'emprisonnement.

### Maroc
Au Maroc, le Bulletin officiel a publié l’arrêté relatif à l’application de l’article 2 de la loi relative à la protection des personnes des chiens dangereux sur la base d’une décision des ministères de l’Intérieur et de l’Agriculture complétant la loi relative à l’élevage et à l’importation de chiens réputés dangereux. Qui interdit donc l'élevage ou l'importation de Pit Bull. 

### République d’Irlande
La Control of Dogs Regulations de 1998 affirme que l'American Pit Bull Terrier doit être muselé en public. Il doit nécessairement être baladé avec une laisse qui ne peut dépasser 2 mètres de long. Ce chien doit être possédé par une personne de plus 16 ans capable de le contrôler. Un chien considéré comme incontrôlable sera systématiquement euthanasié.

### Norvège
Depuis la loi du 4 juillet 1991 amendée le 20 août 2004, il est interdit de donner, de vendre ou de faire reproduire l'American Pitt Bull Terrier. Une personne qui possédait ce chien avant la promulgation de ladite loi doit faire « pucer » son chien, ainsi que lui faire porter une muselière ainsi qu'un harnais en public.

### Porto Rico
Sur l'île de Porto Rico, l'introduction, l'importation, la possession, l'acquisition, l'élevage, l'achat, la vente et le transfert des chiens comme le Pit Bull Terrier ou les hybrides produits par croisement avec des chiens d'autres races sont interdits.

### Royaume-Uni et Irlande du Nord
Le Royaume-Uni est devenu le 12 août 1991 le premier pays européen à fortement limiter la possession de l'American Pit Bull Terrier. Ainsi, la Dangerous Dogs Act (en) de 1991 est pionnière dans le cadre de la prohibition de ce canidé dans le sens où elle « interdit de vendre, d'échanger, d'offrir, d'annoncer ou d'exposer un tel chien à la vente ou à l'échange ». Elle oblige tout propriétaire à tenir ce chien en laisse et à le museler en public. L'amendement de cette loi en 1997 par le Parlement Britannique interdit la possession de ce chien sans exemption spécifique d'un tribunal.

### Suisse
L'American Pit Bull Terrier est soumis à réglementation en Suisse romande. Il est interdit dans les cantons de Genève, du Valais et de Fribourg. Il est soumis à autorisation dans le canton de Vaud.